# Jacek Jendrej
Jacek Jendrej ist ein polnischer Mathematiker.

## Leben
Jendrej promovierte 2016 bei Yvan Martel und Frank Merle an der Universität Paris-Saclay mit der Arbeit "Sur la dynamique d'équations des ondes avec non-linéarité énergie critique focalisante" und habilitierte sich 2021 an der Université Sorbonne Paris Nord mit der Arbeit "Dynamics of multi-solitons for wave equations". Er ist chargé de recherche beim CNRS.
2024 erhielt er den EMS-Preis für „groundbreaking proofs of the soliton resolution conjecture and two-soliton collision problem for equivariant wave maps, developing new approaches using ideas from the theory of dynamical systems to describe the behaviour of solutions near a multi-soliton configuration“ (bahnbrechende Beweise der Solitonen-Auflösungs-Vermutung und des Problems der Kollision zweier Solitonen für äquivariante Wellenabbildungen durch die Entwicklung neuer Ansätze unter Verwendung von Ideen aus der Theorie dynamischer Systeme um das Verhalten von Lösungen nahe einer Multi-Solitonen-Konfiguration zu beschreiben).

## Schriften (Auswahl)
- mit A. Lawrie: Two-bubble dynamics for threshold solutions to the wave maps equation. Invent. Math. 213, No. 3, 1249–1325 (2018).
- mit M. Kowalczyk, A. Lawrie: Dynamics of strongly interacting kink-antikink pairs for scalar fields on a line. Duke Math. J. 171, No. 18, 3643–3705 (2022).